# Nabis blackburni
Nabis blackburni är en insektsart som beskrevs av White 1978. Nabis blackburni ingår i släktet Nabis och familjen fältrovskinnbaggar. Inga underarter finns listade i Catalogue of Life.